# Herz-Jesu-Kirche (Neckarsteinach)

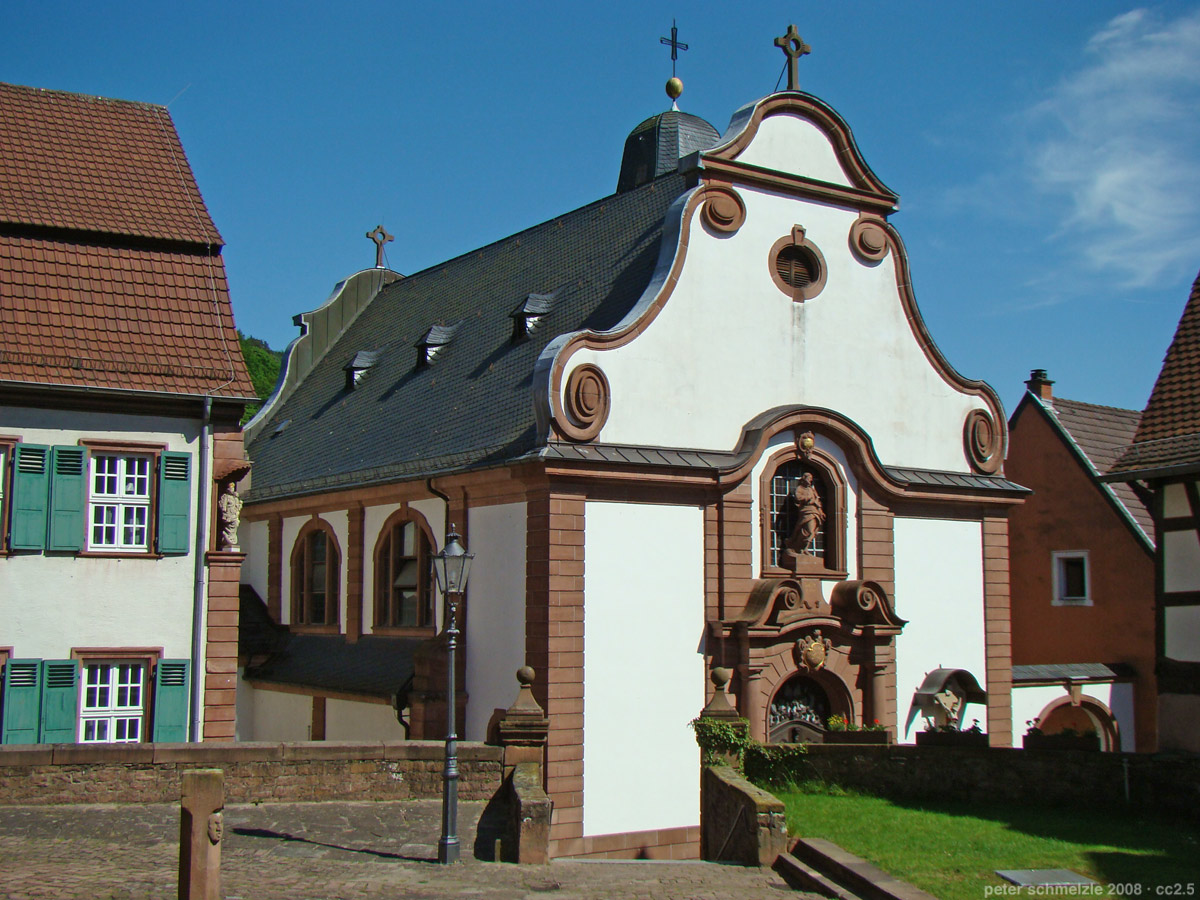
Neckarsteinach, Herz-Jesu-Kirche

Die römisch-katholische, denkmalgeschützte  Herz-Jesu-Kirche steht in Neckarsteinach, einer Gemeinde im Landkreis Bergstraße in Hessen. Die Kirche gehört zur Kirchengemeinde Neckartal im Dekanat Bergstraße-Ost des Bistums Mainz.

## Beschreibung
Die im neobarocken Baustil erbaute Saalkirche nach einem Entwurf von Friedrich Pützer wurde am 8. November 1908 eingeweiht. An das Kirchenschiff schließt sich die halbrunde Apsis im Osten an. Der Kirchturm, der mit einer glockenförmigen Haube bedeckt ist, steht im Süden des Kirchenschiffs. In seinem Glockenstuhl hängen seit 1963 vier Kirchenglocken. Im Westen hat die Fassade einen Volutengiebel. Das Portal hat einen gesprengten Giebel, über dem die Statue von Jesus Christus steht. 
Der Innenraum ist mit einem flachen Tonnengewölbe überspannt. Der spätbarocke Hochaltar entstand um 1750 und stammt von der katholischen Kirche St. Stephan (Mainz-Gonsenheim). Die zwei Seitenaltäre, die der Maria und dem Josef geweiht sind, standen von 1711 bis 1908 in der evangelischen Kirche. Zur weiteren Kirchenausstattung gehören ein Taufbecken aus dem 17. Jahrhundert und die Kanzel aus einer abgebrochenen Kirche in Mannheim-Neckarau aus dem 18. Jahrhundert. 
Die Orgel mit 16 Registern, zwei Manualen und einem Pedal wurde 1974 von der Orgelbau Oberlinger gebaut und 2010 von der Raab Plenz Orgelbau restauriert.